# Мотт, Мария де ла
Мария Йонас де ла Мотт (нидерл. Marie Jonas de la Motte; 14 ноября 1627, Делфт — после 1683) — нидерландская натурщица, проститутка и сутенёрша. Она получила известность в истории как модель нидерландского художника Дирка Блекера. Работавшая проституткой как минимум с 1652 года, с 1665 года она уже была сводницей и хозяйкой борделя.

## Биография
Мария де ла Мотт была одной из семерых детей в семье Жана де ла Мотта и Элизабет Хаберт. Из-за бедности семьи и большого количества братьев и сестёр родителей она уже в раннем возрасте была вынуждена перебраться в Амстердам, чтобы прокормить себя. Мария вышла замуж за Робберта Йориса Тонсона (1629—около 1652) в 1651 году, спустя два года она уже была замужем за Мейндерта Питерсона (1627—?), третьим её супругом стал Н. Н. ван Бек. О её мужьях сохранилось мало сведений.
Её занятие проституцией было зафиксировано в 1652 году, когда власти предупредили её, что она будет заключена в тюрьму, если её снова арестуют за проституцию. В течение 1650-х годов Мария де ла Мотт также подрабатывала натурщицей у художников. Известно, что она послужила моделью по крайней мере для двух картин живописца Дирка Блекера. В 1659 году она была арестована за участие в поножовщине, но исход этого инцидента неизвестен. В 1665 году Мария была задержана за то, что принимала у себя в доме проституток и их клиентов, то есть содержала бордель. Её оштрафовали и выслали из города на два года, а в 1673 и 1683 годах снова арестовывали за содержание публичного дома. В 1680 году она, по-видимому, была известной «мадам». Ей выносились необременительные взыскания. Она не упоминается ни в каких документах после 1683 года.